# Сиссел, Сэнди
Са́ндра Сью «Сэ́нди» Си́ссел (англ. Sandra Sue «Sandi» Sissel; 9 августа 1949, Парис, Техас, США) — американский кинооператор, режиссёр и продюсер.

## Биография
Сандра Сью Сиссел родилась 9 августа 1949 года в Парисе (штат Техас, США). Поступила в 1967 году в колледж. Хотела стать репортёром, поэтому изучала журналистику и телевидение. Во время обучения стала снимать свои первые фильмы. После выпуска Сиссел вместе с мужем переехала в Висконсин, где стала преподавать в Университете Висконсина. Переехав в Нью-Йорк, она вскоре получила работу на NBC и ABC. В течение этого времени Сандра выступала в качестве кинематографиста для «The Wobblies» и помогала в работе с камерой и электроникой для Best Boy, Paul Jacobs и Nuclear Gang, Free Voice of the Labor. После нескольких лет работы с ABC, она решила продолжить карьеру и сфокусировалась на создании документальных и художественных фильмов.
В 1988 году Сэнди работала над фильмом «Салам Бомбей!». После окончания съёмок, Сиссел усыновила юного актёра Раджу Барнада, снявшегося в нём, и сменила его имя на Бернард Сиссел.
В настоящее время она преподает «Усовершенствованные методы кинематографии» и «Превосходную практику кинематографии» в Тисской школе искусств.

## Фильмография
- 1980 — «Слава» / Fame
- 1986 — «Джек-попрыгун» / Jumpin' Jack Flash
- 1986 — «Аллан Куотермейн и потерянный город золота» / Allan Quatermain and the Lost City of Gold
- 1986 — «Взвод» / Platoon
- 1988 — «Чудесные годы» / The Wonder Years
- 1990 — «Нарковойны» / Drug Wars: The Camarena Story
- 1990 — «Флэш» / The Flash
- 1991 — «Никаких секретов» / No Secrets
- 1991 — «Вредный Фред» / Drop Dead Fred
- 1991 — «Люди под лестницей» / The People Under the Stairs
- 1993 — «Ничего личного» / It’s Nothing Personal
- 1993 — «Полное затмение» / Full Eclipse
- 1994 — «Затерянный лагерь» / Camp Nowhere
- 1995 — «Соседи по комнате» / Roommates
- 1995 — «Опасные мысли» / Dangerous Minds
- 1999 — «Остин Пауэрс: Шпион, который меня соблазнил» / Austin Powers: The Spy Who Shagged Me
- 1999 — «Клёвый парень» / Bowfinger
- 2001 — «Сквозные ранения» / Exit Wounds
- 2001 — «Кокаин» / Blow
- 2001 — «Рок-звезда» / Rock Star
- 2001 — «Чёрный рыцарь» / Black Knight
- 2002 — «Мой криминальный дядюшка» / Stealing Harvard
- 2002 — «Новая звезда» / Nova
- 2003 — «Сорвиголова» / Daredevil
- 2003 — «Хозяин морей: На краю Земли» / Master and Commander: The Far Side of the World
- 2004 — «Мгновения Нью-Йорка» / New York Minute
- 2004 — «Сотовый» / Cellular
- 2005 — «Баллада о Джеке и Роуз» / The Ballad of Jack and Rose
- 2005 — «Мистер и миссис Смит» / Mr. & Mrs. Smith
- 2006 — «Катание по Марсу» / Roving Mars
- 2006 — «Крадущийся в ночи» / Night Stalker
- 2008 — «Знакомство с Браунами» / Meet the Browns